# 三輪邦夫
三輪 邦夫（みわ くにお）は、愛知県を中心に活動する、建築家。一級建築士。RE建築設計事務所代表。
愛知万博の会場候補地のひとつであった「海上の森」にある古民家を海上の森の散策者の休憩所、市民活動の拠点である「里山サテライト（愛称：かたりべの家）」として移築、再生する「海上古民家再生プロジェクト」チームに参加などしている。また、日本古来の建築様式を生かした住居や公共施設、福祉施設の設計、建築にかかわっている。